# Missanello
Missanello ist eine süditalienische Gemeinde (comune) in der Provinz Potenza in der Basilikata und zählt 480 Einwohner (Stand am 31. Dezember 2023). Die Gemeinde liegt etwa 50 Kilometer südsüdöstlich von Potenza entfernt am Agri und grenzt unmittelbar an die Provinz Matera.

## Verkehr
Durch die Gemeinde führen die Strada Statale 598 di Fondo Valle d'Agri von Atena Lucana nach Policoro und die Strada Statale 92 dell'Appennino Meridionale von Potenza nach Villapiana.